# Vojnik, Vojnik
Vojnik este o localitate din comuna Vojnik, Slovenia, cu o populație de 1.986 de locuitori.